# Leucanopsis stipulata
Leucanopsis stipulata är en fjärilsart som beskrevs av Rothschild 1909. Leucanopsis stipulata ingår i släktet Leucanopsis och familjen björnspinnare. Inga underarter finns listade i Catalogue of Life.